# Nicholas James Samra

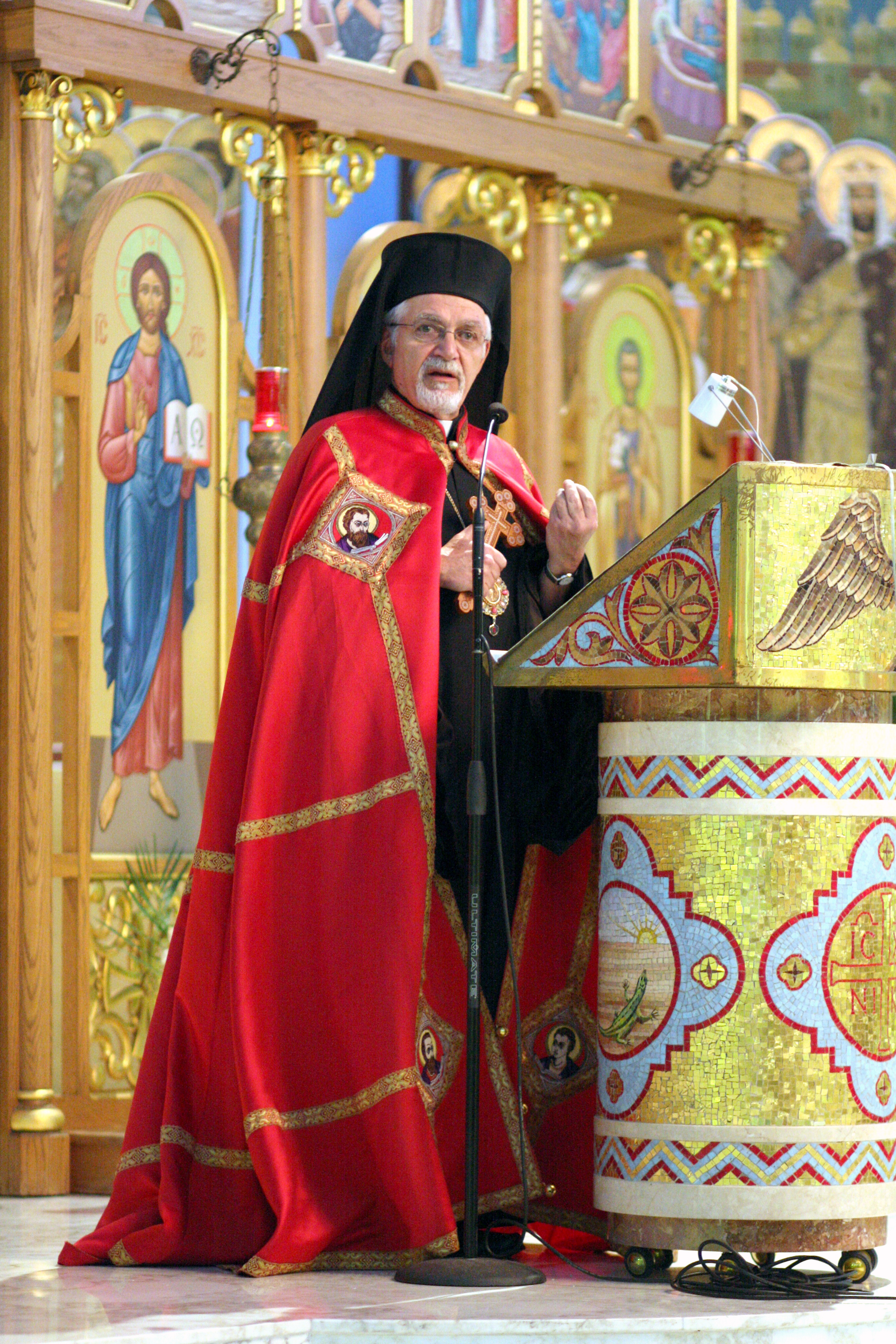
Nicholas Samra 2008

Nicholas James Samra (* 15. August 1944 in Paterson, New Jersey, USA) ist ein US-amerikanischer Geistlicher und emeritierter melkitischer Bischof der Eparchie Newton (USA).

## Leben
Samra wurde als Sohn von George H. Samra und Elizabeth Balady Samra in Paterson (New Jersey) geboren. Sein Vater und seine Großeltern waren Einwanderer aus Aleppo, Syrien.
Samra studierte am Saint Anselm College (Manchester (New Hampshire)) und am Saint John’s Seminary in Boston. Er erhielt seine Priesterweihe am 10. Mai 1970 und leitete Gemeinden der melkitischen Eparchie Newton in Los Angeles, Chicago und New Jersey.
Am 21. April 1989 ernannte Papst Johannes Paul II. Samra zum Weihbischof in der Eparchie Newton und zum Titularbischof von Gerasa. Erzbischof Joseph Elias Tawil spendete ihm am 6. Juli desselben Jahres die Bischofsweihe. Mitkonsekratoren waren der Erzbischof von Saint-Sauveur de Montréal, Michel Hakim BS, und der Bischof von Nuestra Señora del Paraíso en Mexiko, Boutros Raï BA.
Samra arbeitete als Weihbischof und Protosyncellus, bis er am 11. Januar 2005 zurücktrat, um sich wissenschaftlicher Arbeit zu widmen.
Samra hat Schriften zum Ökumenismus, zur christlichen Führung, und zur Kirchengeschichte veröffentlicht, unter anderem eine Geschichte der melkitischen Kirche und ein Buch über Erzbischof Joseph Tawil geschrieben. Er war Vorsitzender der Gruppe der byzantinischen Diözesen in der Bischofskonferenz der Vereinigten Staaten.
Im Juni 2011 wählte ihn die Synode der Melkitischen Griechisch-Katholischen Kirche zum Bischof von Newton. Papst Benedikt XVI. bestätigte die Wahl am 15. Juni 2011. Die Amtseinführung fand am 23. August desselben Jahres statt.
Vom 16. Januar 2015 bis zum 20. Dezember 2019 war er zusätzlich Apostolischer Administrator der Eparchie Nuestra Señora del Paraíso en México.
Am 20. August 2022 nahm Papst Franziskus seinen altersbedingten Rücktritt an.